# Памятник Ленину (Львов)
Памятник В. И. Ленину — памятник, находившийся во Львове на проспекте Свободы возле Оперного театра. Представлял собой камерную полуфигуру на высоком гранитном постаменте, который символизировал трибуну.

## История
В июне 1941 года началась подготовка к установке памятника Ленину. Среди проектантов было около 10-ти скульпторов из Киева, Одессы и Львова (среди львовян — Ю. Стажинский и М. Внук). Его должны были завершить к 1942 г., но открытие состоялось через 12 лет.
20 января 1952 года памятник был сооружен перед входом в театр оперы и балета. Автором памятника был скульптор С. Д. Меркуров, в осуществлении проекта участвовали архитекторы В. Шарапенко и С. Француз. В 1959 году центральная улица города получила название проспекта Ленина.
Этот памятник был демонтирован с санкции местной власти 14 сентября 1990 года. Бронзовая фигура была позже расплавлена, а полученный металл использован для сооружения во Львове памятника Жертвам коммунистических репрессий.После демонтажа памятника Ленину оказалось, что пьедестал данного монумента построен из надгробных плит Еврейского кладбища .

## В культуре
В 1954 году художник Иван Прийдан написал картину «Открытие памятника В. И. Ленину во Львове».
Памятник нашёл отражение в стихах А. Шмигельского «Памятник Ленину во Львове» и А. Байгушева «На площади — Ленин».